# Liste der Orgeln im Landkreis Mittelsachsen
In der Liste der Orgeln im Landkreis Mittelsachsen sind die erhaltenen historischen Pfeifenorgeln sowie Orgelneubauten in der Kreisstadt Freiberg und im Landkreis Mittelsachsen erfasst. In diesem Landkreis existieren insgesamt 14 Silbermann-Orgeln.
Die Liste ergänzt den Hauptartikel Orgellandschaft Sachsen, wo sich weitere Literatur findet.

## Orgelliste
Die erste Spalte zeigt den Ort (Stadt, Stadtteil, Gemeinde bzw. Ortsteil) an. Die zweite Spalte gibt das jeweilige Gebäude (Kirche) an, in der sich die Orgel befindet. In der vierten Spalte sind der Erbauer der Orgel (und die Opuszahl des Werks) angeführt. In der sechsten Spalte bezeichnet die römische Zahl die Anzahl der Manuale, ein großes „P“ ein selbstständiges Pedal. Die arabische Zahl gibt die Anzahl der klingenden Register an. Die letzte Spalte bietet Angaben zum Erhaltungszustand sowie Links mit weiterführender Information.
| Ort                                             | Gebäude                                                          | Bild | Orgelbauer                                       | Jahr      | Manuale | Register | Bemerkungen |
| ----------------------------------------------- | ---------------------------------------------------------------- | ---- | ------------------------------------------------ | --------- | ------- | -------- | --- |
| Freiberg                                        | Freiberger Dom (Lage)                                            |      | Gottfried Silbermann, Freiberg                   | 1711–1714 | III/P   | 44       | Große Silbermann-Orgel mit 2674 Pfeifen → Orgel bzw. hier |
| Freiberg                                        | Freiberger Dom                                                   |      | Gottfried Silbermann, Freiberg                   | 1719      | I/P     | 14       | Kleine Silbermann-Orgel mit 787 Pfeifen, 1997 Generalüberholung durch Jehmlich Orgelbau (Dresden) → Chororgel bzw. hier                                                                     |
| Freiberg                                        | Annenkapelle Freiberg (Lage)                                     |      | Winterhalter Orgelbau                            | 2015      | II/P    | 15       | → Orgel |
| Freiberg                                        | St. Petri Freiberg (Lage)                                        |      | Gottfried Silbermann, Freiberg                   | 1734/35   | II/P    | 32       | Orgel mit 1784 Pfeifen → Orgel bzw. hier |
| Freiberg                                        | St. Petri Freiberg                                               |      | Hartmut Schüssler, Gehren / Greiz                | 1978      | I       | 6        | → Chororgel |
| Freiberg                                        | Nikolaikirche Freiberg (Lage)                                    |      | Gottfried Silbermann, Freiberg                   | nach 1731 |         |          | Silbermann-Orgel nicht erhalten, nur Orgelprospekt von 1845 → Orgel bzw. hier |
| Freiberg                                        | Jakobikirche Freiberg (Lage)                                     |      | Gottfried Silbermann, Freiberg                   | 1716/17   | II/P    | 20       | 1892 in die neue Jakobikirche versetzt → Orgel bzw. hier |
| Freiberg                                        | St. Johannis Evangelist Freiberg (Lage)                          |      | Alfred Führer, Wilhelmshaven                     | 1993      | II/P    | 15       | seit 1996 in Freiberg → Orgel |
| Freiberg                                        | Gemeindesaal Jacobi-Christophorus Freiberg (Lage)                |      | Wilhelm Sauer, Frankfurt (Oder)                  | 1980      | I       | 3        | → Orgelpositiv |
| Freiberg                                        | Stadt- und Bergbaumuseum Freiberg, Bergmännische Betstube (Lage) |      | unbekannt                                        | um 1650   | I       | 7        | → Orgelpositiv |
| Freiberg                                        | Bergwerk Himmelfahrt Fundgrube (Alte Elisabeth) (Lage)           |      | unbekannt                                        |           |         |          | Orgelpositiv mit 188 Pfeifen |
| Freibergsdorf (Freiberg)                        | Johanniskirche Freiberg (Lage)                                   |      | Jehmlich, Dresden                                | 1939      | II/P    | 12       | 1962 Generalüberholung → Orgel |
| Friedeburg (Freiberg)                           | Kretzschmarstift Freiberg (Lage)                                 |      | Hermann Eule, Bautzen, Opus 507                  | 1982      | I       | 3        | Orgelpositiv |
| Kleinwaltersdorf (Freiberg)                     | Kirche Kleinwaltersdorf (Lage)                                   |      | Adam Gottfried Oehme, Freiberg                   | 1776      | I/P     | 8        | 1984/85 restauriert → Orgel |
| Zug (Freiberg)                                  | Kapelle St. Christophorus Zug (Lage)                             |      | Jehmlich, Dresden                                | 1952      | I/P     | 5        | → Orgel |
| Sitten, OT von Leisnig                          | Kirche Sitten (Lage)                                             |      | Wilhelm Sauer, Frankfurt (Oder)                  | 1965      | I       | 3        | urspr. Orgel von A. Reubke & Sohn, Hausneindorf (1860), jetzt Kleinorgel → Orgel |
| Bockelwitz, OT von Leisnig                      | Dorfkirche Bockelwitz (Lage)                                     |      | Alfred Schmeisser, Rochlitz                      | 1935      | I/P     | 10       | 2006 restauriert → Orgel |
| Polditz, OT von Leisnig                         | St. Nicolai Polditz (Lage)                                       |      | Friedrich Ladegast, Weißenfels                   | 1868/69   | III/P   | 33       | → Orgel |
| Tragnitz, OT von Leisnig                        | St. Pankratiuskirche Tragnitz (Lage)                             |      | Jehmlich, Dresden                                | 1904      | II/P    | 15       | [ 2 ] |
| Leisnig                                         | St. Matthäi Leisnig (Lage)                                       |      | Jehmlich Dresden                                 | 1862      | II/P    | 30       | 2003 restauriert → Orgel bzw. hier |
| Altenhof, OT von Leisnig                        | Aegidienkirche Altenhof (Lage)                                   |      | W. E. Schmeisser, Rochlitz                       | 1866/67   | II/P    | 13       | [ 2 ] [ 8 ] |
| Großweitzschen                                  | Martinskirche Großweitzschen (Lage)                              |      | Jehmlich, Dresden                                | 1908      | II/P    | 18       | [ 2 ] |
| Gallschütz, OT von Großweitzschen               | Kirche Gallschütz (Lage)                                         |      | Reinhard Schmeisser, Rochlitz                    | 1947      | II/P    | 9        | urspr. Jehmlich-Orgel (1889) |
| Mockritz, OT von Großweitzschen                 | Dorfkirche Mockritz (Lage)                                       |      | Urban Kreutzbach, Borna, Opus 21                 | 1846      | I/P     | 9        | → Orgel |
| Schrebitz, OT von Jahnatal                      | Wenzelkirche Schrebitz (Lage)                                    |      | Hermann Eule, Bautzen, Opus 130                  | 1913      | I/P     | 8        | seit 1993 in Schrebitz, Ersatz für die zerstörte Jehmlich-Orgel (1910) |
| Kiebitz, OT von Jahnatal                        | Kirche Kiebitz (Lage)                                            |      | Franz Emil Keller, Ostrau                        | 1888      | II/P    | 15       | [ 2 ] |
| Ostrau, OT von Jahnatal                         | Kirche Ostrau (Lage)                                             |      | Franz Emil Keller, Ostrau                        | 1903      | II/P    | 18       | → Orgel |
| Jahna, OT von Jahnatal                          | St. Gotthard Jahna (Lage)                                        |      | Franz Emil Keller, Ostrau                        | 1882      | II/P    | 20       | [ 2 ] |
| Zschochau, OT von Jahnatal                      | Kirche Zschochau (Lage)                                          |      | Franz Emil Keller, Ostrau                        | 1894      | II/P    | 16       | [ 2 ] |
| Zschaitz, OT von Jahnatal                       | Kirche Zschaitz (Lage)                                           |      | Franz Emil Keller, Ostrau                        | 1892      | II/P    | 25       | [ 2 ] |
| Beicha, OT von Mochau                           | Kirche Beicha (Lage)                                             |      | Franz Emil Keller, Ostrau                        | 1887      | II/P    | 16       | [ 2 ] |
| Seifersdorf, OT von Hartha                      | Kirche Seifersdorf (Lage)                                        |      | Urban Kreutzbach, Borna                          | 1903      | II/P    | 9        | → Orgel |
| Schönerstädt, OT von Hartha                     | St. Margaretha Schönerstädt (Lage)                               |      | Wilhelm Sauer, Frankfurt (Oder)                  | um 1920   | I       | 3        | → Orgel |
| Gersdorf, OT von Hartha                         | Kirche Gersdorf (Lage)                                           |      | W. E. Schmeisser, Rochlitz                       | 1870      | II/P    | 22       | [ 2 ] |
| Wendishain, OT von Hartha                       | Kirche Wendishain (Lage)                                         |      | Emil Wiegand, Witznitz                           | 1860      | II/P    | 19       | → Orgel |
| Hartha                                          | Stadtkirche Hartha (Lage)                                        |      | Hermann Eule, Bautzen, Opus 125                  | 1910      | II/P    | 47       | → Orgel sowie eine Kleinorgel (Schuke, Opus 512, 1982) |
| Döbeln                                          | St. Nicolaikirche Döbeln (Lage)                                  |      | Hermann Eule, Bautzen, Opus 174                  | 1929      | III/P   | 59       | 2001 restauriert → Orgel bzw. hier |
| Döbeln                                          | St. Jacobi Döbeln (Lage)                                         |      | Alfred Schmeisser, Rochlitz                      | 1905      | II/P    | 23       | → Orgel |
| Döbeln                                          | Johanneskirche Döbeln (Lage)                                     |      | Jehmlich, Dresden                                | 1982      | II/P    | 17       | [ 9 ] |
| Simselwitz, OT von Döbeln                       | Kirche Simselwitz (Lage)                                         |      | Christian Friedrich Göthel, Borstendorf, Opus 18 | 1863      | II/P    | 7        | → Orgel |
| Ziegra, OT von Döbeln                           | Kirche Ziegra (Lage)                                             |      | Jehmlich, Dresden                                | 1857      | I/P     | 6        | [ 2 ] |
| Schwarzbach, OT von Königsfeld                  | Kirche Schwarzbach (Lage)                                        |      | Paul Schmeisser, Rochlitz                        | 1883      | II/P    | 13       | [ 2 ] |
| Königsfeld                                      | Dorfkirche Königsfeld (Lage)                                     |      | Johann Georg Friedlieb Zöllner, Wermsdorf        | 1820      | I/P     | 10       | → Orgel |
| Breitenborn, OT von Rochlitz                    | Dorfkirche Breitenborn (Lage)                                    |      | Urban Kreutzbach, Borna                          | 1846      | I/P     | 12       | → Orgel |
| Rochlitz                                        | St. Petri Rochlitz (Lage)                                        |      | Paul Schmeisser, Rochlitz                        | 1894      | II/P    | 24       | Ersatzorgel für die alte Silbermann-Orgel (1727–1894) → Orgel bzw. hier |
| Rochlitz                                        | St. Kunigunde Rochlitz (Lage)                                    |      | Alfred Schmeisser, Rochlitz                      | 1920      | III/P   | 49       | → Orgel bzw. hier |
| Seelitz                                         | Annenkirche Seelitz (Lage)                                       |      | Alfred Schmeisser, Rochlitz                      | 1907      | II/P    | 30       | [ 2 ] [ 10 ] |
| Zettlitz                                        | Dorfkirche Zettlitz (Lage)                                       |      | Paul Schmeisser, Rochlitz, Opus 66               | 1901      | II/P    | 17       | → Orgel |
| Hermsdorf, OT von Zettlitz                      | Dorfkirche Hermsdorf (Lage)                                      |      | Friedrich Ladegast, Weißenfels, Opus 107         | 1884      | II/P    | 13       | Ladegast-Orgel am Geburtsort von Friedrich Ladegast (1818–1905) → Orgel |
| Geringswalde                                    | Martin-Luther-Kirche Geringswalde (Lage)                         |      | Alfred Schmeisser, Rochlitz                      | 1925/26   | III/P   | 53       | Ersatz für die Ladegast-Orgel (1890) unter Übernahme zahlreicher Register → Orgel |
| Altgeringswalde, OT von Geringswalde            | Kirche Altgeringswalde (Lage)                                    |      | unbekannt                                        |           | I/P     | 4        | seit 2000 in Altgeringswalde → Orgel |
| Waldheim                                        | St. Nicolai Waldheim (Lage)                                      |      | Urban Kreutzbach, Borna, Opus 13                 | 1843      | II/P    | 34       | Urban-Kreutzbach-Orgel → Orgel |
| Waldheim                                        | St. Paulus Waldheim (Lage)                                       |      | Reinhard Schmeisser, Rochlitz                    | 1969      | I/P     | 6        | → Orgel |
| Reinsdorf, OT von Waldheim                      | St. Nicolai Reinsdorf (Lage)                                     |      | Urban Kreutzbach, Borna                          | 1872      | II/P    | 11       | → Orgel |
| Knobelsdorf, OT von Waldheim                    | Dorfkirche Knobelsdorf (Lage)                                    |      | Reinhard Schmeisser, Rochlitz                    | 1966      | II/P    | 9        | → Orgel |
| Otzdorf, OT von Roßwein                         | Dorfkirche Otzdorf (Lage)                                        |      | Schmeisser, Rochlitz                             | 1924      | II/P    | 13       | → Orgel |
| Niederstriegis, OT von Roßwein                  | Kirche Niederstriegis (Lage)                                     |      | Urban Kreutzbach, Borna, Opus 35                 | 1851      | II/P    | 16       | → Orgel |
| Roßwein                                         | Marienkirche (Roßwein) (Lage)                                    |      | Alfred Schmeisser, Rochlitz                      | 1940      | III/P   | 43       | → Orgel bzw. hier Orgel in Organindex |
| Gleisberg, OT von Roßwein                       | Dorfkirche Gleisberg (Lage)                                      |      | Friedrich Gotthelf Pfützner                      | 1826      | I/P     | 11       | [ 13 ] [ 2 ] |
| Etzdorf, OT von Striegistal                     | Kirche Etzdorf (Lage)                                            |      | Johann Gotthilf Bärmig, Werdau                   | 1867      | II/P    | 25       | urspr. Silbermann-Orgel (1731, Opus 31) befindet sich jetzt im Bremer Dom |
| Marbach, OT von Striegistal                     | Dorfkirche Marbach (Lage)                                        |      | Johann Gotthilf Bärmig, Werdau                   | 1864      | II/P    | 19       | ehem. Jehmlich-Orgel (1922) zerstört, 2008 Übernahme der Bärmig-Orgel aus der Hospitalkirche St. Trinitatis in Annaberg-Buchholz → Orgel                                                    |
| Pappendorf, OT von Striegistal                  | Wenzelskirche Pappendorf (Lage)                                  |      | Carl Gottlieb Jeheber, Friedebach                | 1841      | II/P    | 22       | [ 2 ] [ 16 ] |
| Wechselburg                                     | Stiftskirche Wechselburg (Lage)                                  |      | Jehmlich, Dresden, Opus 1010                     | 1980      | I/P     | 12       | → Orgel |
| Wechselburg                                     | St. Otto Wechselburg (Lage)                                      |      | Johann Jacob Schramm, Mülsen St. Niclas          | 1781      | II/P    | 26       | → Orgel |
| Göhren, OT von Wechselburg                      | St. Katharina Göhren (Lage)                                      |      | Johann Andreas Hesse                             | 1795      | I/P     | 10       | → Orgel |
| Obergräfenhain, OT von Penig                    | St. Jakobus Obergräfenhain (Lage)                                |      | Johann David Gerstenberger, Geringswalde         | 1752      | I/P     | 12       | → Orgel |
| Oberelsdorf, OT von Lunzenau                    | Kirche Oberelsdorf (Lage)                                        |      | Alfred Schmeisser, Rochlitz                      | 1913      | II/P    | 8        | → Orgel |
| Langenleuba-Oberhain, OT von Penig              | St. Nikolai Langenleuba (Lage)                                   |      | Schmeisser, Rochlitz                             | 1923      | II/P    | 24       | [ 17 ] |
| Niedersteinbach, OT von Penig                   | Dorfkirche Niedersteinbach (Lage)                                |      | Wilhelm Eduard Schmeisser, Rochlitz              | 1851      | II/P    | 14       | → Orgel |
| Penig                                           | Stadtkirche Penig (Unser Lieben Frauen auf dem Berge) (Lage)     |      | Urban Kreutzbach, Borna                          | 1892      | III/P   | 40       | → Orgel |
| Lunzenau                                        | St. Jakobus Lunzenau (Lage)                                      |      | Jehmlich, Dresden                                | 1905      | II/P    | 27       | 2013 restauriert → Orgel |
| Hohenkirchen, OT von Lunzenau                   | Kirche Hohenkirchen (Lage)                                       |      | Paul Schmeisser, Rochlitz                        | 1898      | II/P    | 12       | → Orgel |
| Rochsburg, OT von Lunzenau                      | Kirche Rochsburg (Lage)                                          |      | Alfred Schmeisser, Rochlitz, Opus 131            | 1930      | II/P    | 21       | → Orgel |
| Wiederau                                        | St.-Pankratius-Kirche Wiederau (Lage)                            |      | Urban Kreutzbach, Borna, Opus 33                 | 1851      | II/P    | 30       | → Orgel |
| Königshain                                      | Kirche Königshain (Lage)                                         |      | Wilhelm Eduard Schmeisser, Rochlitz              | 1859      | II/P    | 18       | Orgel über dem Altar sowie ein Orgelpositiv (Sauer, 1964) |
| Topfseifersdorf                                 | Kirche Topfseifersdorf (Lage)                                    |      | Paul Schmeisser, Rochlitz                        | 1890      | II/P    | 11       | → Orgel |
| Erlau (Sachsen)                                 | St. Laurentius Erlau (Lage)                                      |      | Richard Kreutzbach, Borna                        | 1902      | II/P    | 16       | → Orgel |
| Crossen, OT von Erlau                           | Kirche Crossen (Lage)                                            |      | Urban Kreutzbach, Borna                          | 1895      | II/P    | 15       | → Orgel |
| Schweikershain, OT von Erlau                    | Dorfkirche Schweikershain (Lage)                                 |      | Gottfried Silbermann, Freiberg                   | vor 1734  | I/P     | 6        | 1986–1990 Instandsetzung durch Eule Orgelbau (Bautzen) → Orgel bzw. hier |
| Milkau, OT von Erlau                            | Martinskirche Milkau (Lage)                                      |      | Paul Schmeisser                                  | 1884      | II/P    | 13       | [ 2 ] [ 21 ] |
| Beerwalde, OT von Erlau                         | Dorfkirche Beerwalde (Lage)                                      |      | Richard Kreutzbach, Borna                        | 1895      | II/P    | 13       | → Orgel bzw. hier |
| Frankenau, OT von Mittweida                     | Kirche Frankenau (Lage)                                          |      | Johann Kralapp, Leisnig                          | 1889–1891 | I/P     | 15       | → Orgel |
| Tanneberg, OT von Mittweida                     | Dorfkirche Tanneberg (Lage)                                      |      | Friedrich Ladegast, Weißenfels, Opus 1           | 1838      | I/P     | 9        | → Orgel |
| Mittweida                                       | Stadtkirche Mittweida (Lage)                                     |      | Friedrich Ladegast, Weißenfels                   | 1880      | III/P   | 39       | → Orgel |
| Altmittweida                                    | Kirche Altmittweida (Lage)                                       |      | Paul Schmeisser, Rochlitz                        | 1895      | II/P    | 18       | → Orgel |
| Ringethal, OT von Mittweida                     | Dorfkirche Ringethal (Lage)                                      |      | Gottfried Silbermann, Freiberg                   | 1725      | I/P     | 7        | → Orgel bzw. hier |
| Rossau                                          | Dorfkirche Niederrossau (Lage)                                   |      | unbekannt                                        | um 1730   | I/P     | 11       | → Orgel bzw. hier |
| Schönborn, OT von Rossau                        | Kirche Schönborn (Lage)                                          |      | Reinhard Schmeisser, Rochlitz                    | 1959      | I       | 5        | →Orgel |
| Seifersbach, OT von Rossau                      | Kirche Seifersbach (Lage)                                        |      | Christian Gottlob Steinmüller, Grünhain          | 1828      | I/P     | 12       | → Orgel |
| Greifendorf, OT von Rossau                      | Kirche Greifendorf (Lage)                                        |      | Urban Kreutzbach, Borna, Opus 61                 | 1861      | II/P    | 24       | → Orgel. Orgel in Organindex |
| Grünlichtenberg, OT von Kriebstein              | St. Nikolai Grünlichtenberg (Lage)                               |      | Christian Friedrich Göthel, Borstendorf          | 1867      | II/P    | 21       | Orgel mit 1099 Pfeifen → Orgel |
| Burgstädt                                       | Stadtkirche Burgstädt (Lage)                                     |      | Wilhelm Sauer, Frankfurt/Oder                    | 1904      | III/P   | 44       | → Orgel |
| Mühlau                                          | Kirche Mühlau (Lage)                                             |      | Alexander Schuke, Potsdam                        | 1989      | II/P    | 17       | → Orgel |
| Hartmannsdorf                                   | Kirche Hartmannsdorf (Lage)                                      |      | Jehmlich, Dresden                                | 1894      | II/P    | 33       | 1953/55 Umbau durch Jehmlich (Dresden) → Orgel |
| Taura                                           | Kirche Taura (Lage)                                              |      | Alfred Schmeisser, Rochlitz                      | 1921      | II/P    | 23       | → Orgel |
| Claußnitz                                       | Dorfkirche Claußnitz (Lage)                                      |      | Jehmlich, Dresden                                | 1920      | III/P   | 33       | [ 2 ] |
| Niederlichtenau, OT von Lichtenau               | Kirche Niederlichtenau (Lage)                                    |      | Paul Schmeisser                                  | 1892      | II/P    | 14       | [ 2 ] |
| Auerswalde, OT von Lichtenau                    | St. Ursula Auerswalde (Lage)                                     |      | Jehmlich, Dresden, Opus 1012                     | 1981      | II/P    | 22       | → Orgel |
| Ottendorf, OT von Lichtenau                     | Kirche Ottendorf (Lage)                                          |      | Alfred Schmeisser, Rochlitz                      | 1922      | II/P    | 21       | → Orgel |
| Frankenberg/Sa.                                 | St. Ägidien Frankenberg (Lage)                                   |      | Hermann Eule, Bautzen, Opus 175                  | 1950      | III/P   | 64       | → Orgel |
| Sachsenburg, OT von Frankenberg/Sa.             | Kirche Sachsenburg (Lage)                                        |      | Paul Schmeisser                                  | 1895      | II/P    | 14       | → Orgel |
| Langenstriegis, OT von Frankenberg/Sa.          | Kirche Langenstriegis (Lage)                                     |      | Alfred Schmeisser, Opus 138                      | 1934      | II/P    | 13       | → Orgel |
| Hainichen                                       | Trinitatiskirche Hainichen (Lage)                                |      | Wilhelm Sauer, Frankfurt (Oder), Opus 758        | 1899      | II/P    | 36       | → Orgel bzw. hier Orgel in Organindex |
| Hainichen                                       | St. Konrad Hainichen (Lage)                                      |      | Jehmlich, Dresden, Opus 694                      | 1954      | II/P    | 18       | → Orgel |
| Bockendorf, OT von Hainichen                    | Kirche Bockendorf (Lage)                                         |      | Alfred Schmeisser, Rochlitz                      | 1914      | II/P    | 16       | → Orgel bzw. hier |
| Langhennersdorf, OT von Oberschöna              | St. Nikolai Langhennersdorf (Lage)                               |      | Zacharias Hildebrandt                            | 1721/22   | II/P    | 21       | 1989–1996 von Wegscheider restauriert |
| Siebenlehn                                      | Kirche Siebenlehn (Lage)                                         |      | Georg Wünning, Großolbersdorf                    | 2011      | II/P    | 23       | → Orgel |
| Obergruna, OT von Großschirma                   | Kirche Obergruna (Lage)                                          |      | Gebr. Nagel                                      | 1875      | I/P     | 11       | → Orgel |
| Reinsberg                                       | Kirche Reinsberg (Lage)                                          |      | Christian Gottlob Steinmüller, Grünhain          | 1831      | I/P     | 13       | → Orgel |
| Hirschfeld, OT von Reinsberg                    | Kirche Hirschfeld (Lage)                                         |      | Friedrich Nikolaus Jahn                          | 1864      | II/P    | 16       | [ 2 ] |
| Neukirchen, OT von Reinsberg                    | Dorfkirche Neukirchen (Lage)                                     |      | Hermann Eule, Bautzen, Opus 83                   | 1899      | II/P    | 21       | → Orgel |
| Dittmannsdorf, OT von Reinsberg                 | Kirche Dittmannsdorf (Lage)                                      |      | Hermann Eule, Bautzen, Opus 38                   | 1887      | II/P    | 14       | → Orgel |
| Bieberstein, OT von Reinsberg                   | Kirche Bieberstein (Lage)                                        |      | Friedrich Gotthelf Pfützner, Cölln b. Meißen     | 1832      | I/P     | 14       | → Orgel |
| Halsbrücke                                      | St. Lorenz Halsbrücke (Lage)                                     |      | Vladimir Sobotka                                 | 2005      | I       | 3        | → Orgel |
| Oberschaar, OT von Halsbrücke                   | St. Katharina Oberschaar (Lage)                                  |      | Hermann Eule, Bautzen, Opus 113                  | 1907      | I/P     | 6        | → Orgel |
| Krummenhennersdorf, OT von Halsbrücke           | Kirche Krummenhennersdorf (Lage)                                 |      | Jehmlich, Dresden                                | 1900      | II/P    | 17       | → Orgel |
| Niederschöna, OT von Halsbrücke                 | St. Annen Niederschöna (Lage)                                    |      | Gottfried Silbermann, Freiberg                   | 1716      | I/P     | 14       | → Orgel bzw. hier |
| Conradsdorf, OT von Halsbrücke                  | Dorfkirche Conradsdorf (Lage)                                    |      | Hermann Eule, Bautzen, Opus 79                   | 1898      | II/P    | 17       | urspr. Silbermann-Orgel durch Eule-Orgel ersetzt → Orgel bzw. hier |
| Tuttendorf, OT von Halsbrücke                   | Bergmannskirche St. Anna Tuttendorf (Lage)                       |      | Adam Gottfried Oehme, Freiberg                   | 1782      | I/P     | 13       | → Orgel |
| Niederwiesa                                     | Kirche Niederwiesa (Lage)                                        |      | Richard Kreutzbach, Borna, Opus 91               | 1898      | III/P   | 28       | Orgel seit 1985 nicht mehr spielbar → Orgel |
| Lichtenwalde, OT von Niederwiesa                | Schlosskapelle Lichtenwalde (Lage)                               |      | Johann Christoph Gottlob Donati                  | 1741      | II/P    | 13       | Orgel mit 792 Pfeifen, von 1962 bis 2009 in der Stiftskirche Ebersdorf, seit 2009 wieder in der Schlosskapelle → Orgel bzw. hier                                                            |
| Flöha                                           | Georgenkirche Flöha (Lage)                                       |      | Johann Gotthilf Bärmig, Werdau                   | 1873      | II/P    | 18       | → Orgel |
| Augustusburg                                    | St. Petri Augustusburg (Lage)                                    |      | Jehmlich, Dresden                                | 1896      | II/P    | 40       | → Orgel bzw. hier |
| Augustusburg                                    | Schlosskirche Augustusburg (Lage)                                |      | Georg Renkewitz, Augustusburg                    | 1740–1784 | I/P     | 15       | Orgel von Georg Renkewitz (Augustusburg), nach dessen Tod 1784 durch Carl Gottfried Bellmann (Dresden) vollendet, 1992 Restaurierung durch Kristian Wegscheider (Dresden) → Orgel bzw. hier |
| Leubsdorf                                       | Kirche Leubsdorf (Lage)                                          |      | Christian Friedrich Göthel, Borstendorf Opus 26  | 1873      | II/P    | 17       | → Orgel |
| Hohenfichte, OT von Leubsdorf                   | Evangelische Kirche Hohenfichte (Lage)                           |      | Jehmlich, Dresden                                | um 1940   | II/P    | 29       | → Orgel |
| Schellenberg, OT von Leubsdorf                  | Dorfkirche Schellenberg (Lage)                                   |      | Johann Christian Friedrich Treubluth             | 1782      | II/P    | 17       | → Orgel |
| Oederan                                         | Stadtkirche Oederan (Lage)                                       |      | Gottfried Silbermann, Freiberg                   | 1727      | II/P    | 26       | → Orgel |
| Gahlenz, OT von Oederan                         | Zum heiligen Kreuz Gahlenz (Lage)                                |      | Christian Friedrich Göthel, Borstendorf, Opus 22 | 1869      | II/P    | 16       | → Orgel |
| Frankenstein, OT von Oederan                    | Dorfkirche Frankenstein (Lage)                                   |      | Gottfried Silbermann, Freiberg                   | 1752/53   | I/P     | 13       | erbaut von Gottfried Silbermann und Johann Daniel Silbermann, 1997/98 Rekonstruktion des Originalzustandes durch Wieland Rühle (Moritzburg) → Orgel bzw. hier                               |
| Wegefarth, OT von Oberschöna                    | Kirche Wegefarth (Lage)                                          |      | Daniel August Zachert, Altchemnitz               | 1842/43   | II/P    | 16       | → Orgel |
| Großschirma                                     | Dorfkirche Großschirma (Lage)                                    |      | Carl Eduard Schubert                             | 1884      | II/P    | 15       | → Orgel |
| Rothenfurth, OT von Großschirma                 | Dorfkirche Rothenfurth (Lage)                                    |      | August Jahn                                      | 1868      | I/P     | 11       | → Orgel |
| Kleinschirma, OT von Oberschönau                | Kirche Kleinschirma (Lage)                                       |      | August Wilhelm Erler                             | 1853      | I/P     | 12       | → Orgel |
| Oberschöna                                      | Kirche Oberschöna (Lage)                                         |      | Urban Kreutzbach, Borna, Opus 52                 | 1887      | II/P    | 16       | → Orgel bzw. hier |
| Brand-Erbisdorf                                 | Stadtkirche Brand-Erbisdorf (Lage)                               |      | Adam Gottfried Oehme, Freiberg                   | 1770–1774 | II/P    | 21       | 1993/94 Restaurierung durch Jehmlich (Dresden) → Orgel |
| Langenau                                        | Kirche Langenau (Lage)                                           |      | Daniel August Zachert, Altchemnitz               | 1841      | II/P    | 19       | → Orgel |
| Gränitz, OT von Brand-Erbisdorf                 | Kirche Gränitz (Lage)                                            |      | Guido Hermann Schäf                              | 1877      | II/P    | 11       | → Orgel |
| Weigmannsdorf, OT von Lichtenberg/Erzgeb.       | Kirche Weigmannsdorf (Lage)                                      |      | Adam Gottfried Oehme, Freiberg                   | 1768–1771 | I/P     | 11       | → Orgel |
| Lichtenberg/Erzgeb.                             | Dorfkirche Lichtenberg (Lage)                                    |      | Johann Christian Kayser, Dresden                 | 1800      | II/P    | 19       | → Orgel |
| Weißenborn/Erzgeb.                              | Kirche Weißenborn (Lage)                                         |      | Guido Hermann Schäf, Grünhainichen               | 1872      | I/P     | 10       | → Orgel |
| Berthelsdorf                                    | Kirche Berthelsdorf (Lage)                                       |      | Jehmlich, Dresden                                | 1903      | II/P    | 18       | → Orgel |
| Hilbersdorf, OT von Bobritzsch-Hilbersdorf      | Kirche Hilbersdorf (Lage)                                        |      | Jehmlich, Dresden                                | 1907      | II/P    | 16       | → Orgel |
| Naundorf                                        | Kirche Naundorf (Lage)                                           |      | Jehmlich, Dresden                                | 1905      | II/P    | 17       | → Orgel |
| Niederbobritzsch, OT von Bobritzsch-Hilbersdorf | Kirche Niederbobritzsch (Lage)                                   |      | Christian Friedrich Göthel, Borstendorf, Opus 10 | 1855      | II/P    | 20       | → Orgel |
| Oberbobritzsch, OT von Bobritzsch-Hilbersdorf   | St. Nikolai Oberbobritzsch (Lage)                                |      | Gottfried Silbermann, Freiberg                   | 1716      | II/P    | 18       | 1916 Umbau durch Johannes Jahn (Dresden) → Orgel bzw. hier |
| Burkersdorf, OT von Frauenstein                 | Dorfkirche Burkersdorf (Lage)                                    |      | Jehmlich Orgelbau, Dresden                       |           |         |          | |
| Eppendorf                                       | Dorfkirche Eppendorf (Lage)                                      |      | Christian Friedrich Göthel, Borstendorf          | 1865      | II/P    | 24       | → Orgel |
| Kleinhartmannsdorf, OT von Eppendorf            | Kirche Kleinhartmannsdorf (Lage)                                 |      | Guido Hermann Schäf, Grünhainichen               | 1887      | II/P    | 14       | [ 2 ] |
| Großwaltersdorf                                 | Kirche Großwaltersdorf (Lage)                                    |      | Christian Friedrich Göthel, Borstendorf          | 1839–1841 | II/P    | 25       | → Orgel bzw. hier |
| Mittelsaida, OT von Großhartmannsdorf           | Wehrgangkirche Mittelsaida (Lage)                                |      | Johann Ernst Hähnel                              | 1723/24   | I/P     | 12       | → Orgel |
| Großhartmannsdorf                               | Dorfkirche Großhartmannsdorf (Lage)                              |      | Gottfried Silbermann, Freiberg                   | 1741      | II/P    | 21       | weitgehend im ursprünglichen Zustand erhalten → Orgel bzw. hier |
| Helbigsdorf, OT von Mulda/Sa.                   | Kirche Helbigsdorf (Lage)                                        |      | Gottfried Silbermann, Freiberg                   | 1728      | I/P     | 17       | → Orgel bzw. hier |
| Zethau, OT von Mulda/Sa.                        | Elisabethkirche Zethau (Lage)                                    |      | Adam Gottfried Oehme, Freiberg                   | 1788      | II/P    | 20       | → Orgel |
| Mulda/Sa.                                       | Dorfkirche Mulda (Lage)                                          |      | Georg Wünning, Großolbersdorf                    | 1996      | I/P     | 11       | → Orgel |
| Dittersbach, OT von Frauenstein                 | Kirche Dittersbach (Lage)                                        |      | Christian Friedrich Göthel, Borstendorf, Opus 16 | 1862      | I/P     | 12       | → Orgel |
| Frauenstein                                     | Stadtkirche Frauenstein (Lage)                                   |      | Richard Kreutzbach, Borna                        | 1873      | II/P    | 30       | Silbermann-Orgel von 1738 zerstört→ Orgel |
| Frauenstein                                     | Gottfried-Silbermann-Museum Frauenstein (Lage)                   |      | Kristian Wegscheider, Dresden                    | 1994      | I       | 8        | Kopie der Silbermann-Orgel im Bremer Dom mit 338 Pfeifen → Orgelpositiv |
| Nassau, OT von Frauenstein                      | Dorfkirche Nassau (Lage)                                         |      | Gottfried Silbermann, Freiberg                   | 1748      | II/P    | 19       | 1998 grundlegende Restaurierung durch Jehmlich Orgelbau (Dresden) → Orgel bzw. hier |
| Dorfchemnitz                                    | Kirche Dorfchemnitz (Lage)                                       |      | Johann Christian Kayser, Dresden                 | 1803      | II/P    | 19       | durch Bruno Kircheisen (1893) erneuert → Orgel |
| Voigtsdorf                                      | Kirche Voigtsdorf (Lage)                                         |      | Johann Gotthilf Bärmig, Werdau                   | 1866      | II/P    | 25       | → Orgel |
| Sayda                                           | Stadtkirche Sayda (Lage)                                         |      | Carl Gottlieb Jeheber, Friedebach                | 1856      | II/P    | 25       | Orgel von Carl Gottlieb Jeheber, fertiggestellt von Johann Gotthold Jehmlich, 2009/10 durch Jehmlich Orgelbau (Dresden) restauriert → Orgel                                                 |
| Clausnitz, OT von Rechenberg-Bienenmühle        | Kirche Clausnitz (Lage)                                          |      | Hermann Eule, Bautzen, Opus 108                  | 1906      | II/P    | 15       | die urspr. Oehme-Orgel wurde 1906 abgebrochen, nur noch der Orgelprospekt ist erhalten → Orgel bzw. hier                                                                                    |
| Rechenberg-Bienenmühle                          | Kirche Rechenberg (Lage)                                         |      | Richard Kreutzbach, Borna                        | 1901      | II/P    | 26       | → Orgel |
| Cämmerswalde, OT von Neuhausen/Erzgeb.          | Kirche Cämmerswalde (Lage)                                       |      | Adam Gottfried Oehme, Freiberg                   | 1763      | II/P    | 18       | → Orgel |
| Neuhausen/Erzgeb.                               | Kirche Neuhausen (Lage)                                          |      | Jehmlich, Dresden                                | 1868/69   | II/P    | 28       | → Orgel |